# Fernão Lopes de Castanheda
Fernão Lopes de Castanheda (Santarém, c.1500 — Coimbra, 1559) foi um historiador português do renascimento. A sua História do descobrimento e conquista da Índia pelos portugueses, que se destaca pela abundância de informações geográficas e etnográficas objetivas, foi traduzida em toda a Europa.

## Biografia
Fernão Lopes de Castanheda era filho natural de Lopo Fernandes de Castanheda, juiz de fora em Santarém, tendo feito a sua formação escolar no Convento de São Domingos de Lisboa.
Quando o pai é nomeado ouvidor em Goa, em 1528, acompanha-o à Índia e às Ilhas Molucas. Aí permaneceu dez anos, de 1528 a 1538, reunindo, a partir de documentos escritos e relatos orais, toda a informação que conseguiu sobre a descoberta e conquista da Índia pelos Portugueses, a fim de escrever um livro sobre o assunto. Em 1538 regressou a Portugal. Em graves dificuldades financeiras estabeleceu-se em Coimbra, onde ocupou, a partir de 1545, o cargo de bedel na Universidade de Coimbra.

## Obra
Os oito volumes da História foram impressos em Coimbra, entre 1551 e 1561
O primeiro volume teve uma edição refundida em 1554, no sentido de ajustar o texto à ideia que a corte pretendia difundir acerca da Índia.
A obra fora planeada para ser publicada em dez volumes, como indicado no primeiro. Porém, após a publicação do oitavo volume, a rainha regente D. Catarina, pressionada por alguns fidalgos a quem não agradava a objetividade de Castanheda, proibiu a impressão dos dois últimos volumes.
Repleta de pormenores geográficos e etnográficos, a História foi logo amplamente traduzida na Europa, primeiro em francês, em 1554, por Nicolas de Grouchy, professor na universidade de Coimbra, depois em espanhol (1554), italiano (1577) e inglês, por Lichfield (1582).
Entre 1924 e 1933, a Imprensa da Universidade de Coimbra publicou uma edição revista e anotada por Pedro de Azevedo, em 4 volumes.